# Kateretes scissus
Kateretes scissus är en skalbaggsart som först beskrevs av Michael J. Parsons 1943.  Kateretes scissus ingår i släktet Kateretes och familjen kullerglansbaggar. Inga underarter finns listade i Catalogue of Life.